# ギリー・タイル

ギリー・タイル

ギリー・タイルの模様

左側はギリー・タイルの輪郭、右側はギリー・タイル内部の模様。タイルの輪郭線は通常意識されない。

ギリー・タイル（英語: girih tiles）は、イスラーム幾何学模様の作成に用いられる5種類のタイルである。
紐模様が描かれており、イスラーム建築を装飾する際に利用される。
1200年頃から使用され始め、1453年に建設されたイランのエスファハーンにあるダルベ・イマーム廟を皮切りに、その並べ方が多様になっていった。

## 5種類のタイル
5種類のタイルの形状は以下の通りである。
- 10個の内角が144°の正十角形
- 内角が72°、144°、144°、72°、144°、144°の細長い（一様で無い凸の）六角形
- 内角が72°、72°、216°、72°、72°、216°の蝶ネクタイ形（非凸六角形）
- 内角が72°、108°、72°、108°の菱形
- 5個の内角が108°の正五角形

## ギリー・タイルの出現
11世紀後半になると、北アフリカのイスラーム芸術家たちは平面充填の前身である「モザイクタイル」を使い始める 。13世紀になると、イスラーム教徒は算術計算と幾何学の発展により「モザイクタイル」を構成する新しい方法、ギリー・タイルを発見した。

## ギリー
ギリー（英語: Girih）とは、タイルを装飾する線（紐模様）である。ペルシア語で「結び目」を意味する「گره」に由来し、タイルから模様が形成される。大抵の場合、タイルの輪郭ではなく、ギリー（および花などの細かい装飾）だけが浮かび上がって見える。タイルの辺の中点で、辺に対して54°（3π/10ラジアン）の角度で2本の直線が交差している。

## 例

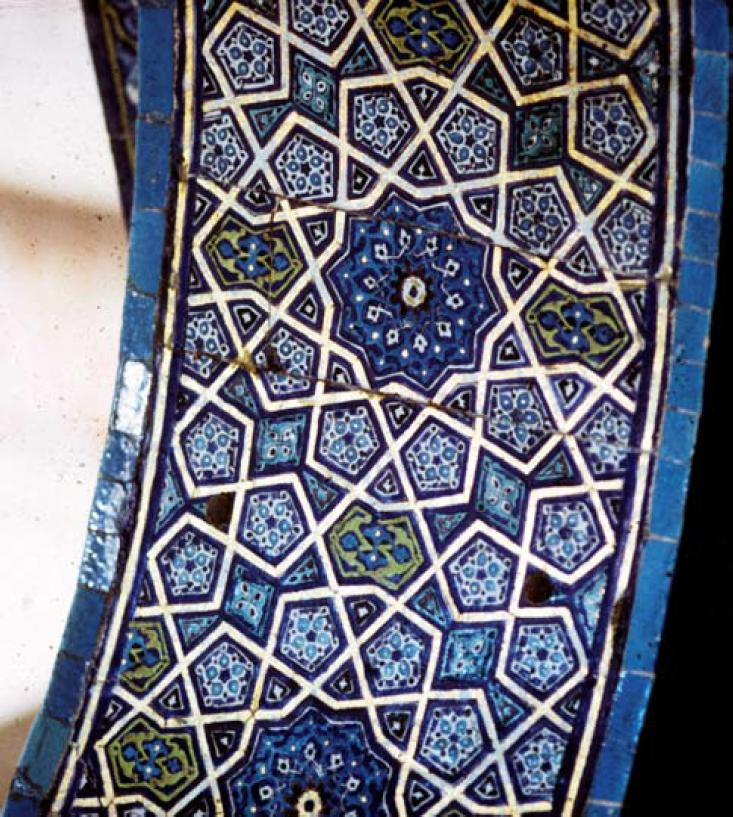
トルコのブルサにある、オスマン帝国のグリーンモスク（英語版）のスルタン・ロッジ入口の内部アーチ（1424年）、星や五角形などが描かれている。

## ペンローズ・タイルとの関係
ギリー・タイルの一部はペンローズ・タイルのカイトとダートから構成される。
